# تن‌تباریان
تُن‌تباریان (انگلیسی: Scombrinae) نام زیرخانواده‌ای از ماهیان خال‌خالی است. از میان ۵۱ گونه موجود در خانواده ماهیان خال‌خالی، ۵۰ گونهٔ آن در زمرهٔ تن‌تباریان قرار می‌گیرند و تنها ماهی تن پروانه‌ای است که زیرخانواده جدایی برای آن در نظر گرفته شده است.
زیرخانواده Scombrinae
- Tribe خال‌خالی‌های اصلی – ماهی خال‌خالی‌ها
  - سرده طلالی‌ها
  - سرده خط‌خطی‌ها
- Tribe ماهی خال‌خالی اسپانیایی – ماهی خال‌خالی اسپانیایی‌ها
  - سرده واهو
  - سرده نشانه‌نوک‌ها
  - سرده Orcynopsis
  - سرده خط‌خطی‌های اسپانیایی
- Tribe لذیذماهی – لذیذماهی‌ها
  - سرده Sarda
  - سرده لذیذماهی جهنده
  - سرده ماهی تن دندان‌سگی
- Tribe ماهی تن – ماهی تن‌ها
  - سرده ماهی تن لاغر
  - سرده تن‌های ناوچه
  - سرده تن‌های خوب
  - سرده هوور مسقطی
  - سرده تن‌های اصلی